# Clubiona zyuzini
Clubiona zyuzini este o specie de păianjeni din genul Clubiona, familia Clubionidae, descrisă de Mikhailov, 1995. Conform Catalogue of Life specia Clubiona zyuzini nu are subspecii cunoscute.